# Жика Митрович
Живорад (Жика) Митрович (на сръбски: Живорад Митровић или Živorad Mitrović, Жика Митровић, Žika Mitrović) е сръбски и югославски филмов режисьор, карикатурист и сценарист. 

## Биография
Живорад Митрович е роден през 1921 година в Белград, Кралството на сърби, хървати и словенци. Митрович започва кариерата си като художник и писател на комикси между 1936 и 1941 година, когато е още в гимназията. Публикува комикси в различни жанрове в „Мика Миш“, „Забавник“, „Пая Патак“ и „Дече време“. Най-известните комикси от неговата епоха са „Хайдук Велко“, „Духът на прерията“, „Ураган от Изтока“, „Контрабандисти на хора“ и „Силата на факира“.
След войната Митрович създава комикса „Капитан Леши“, който е превърнат във филм със същото име.
Митрович принадлежи към поколението режисьори, които веднага след Втората световна война полагат основите на професионалната организация на филмовото производство в Сърбия и Югославия.
Той прави филми от различни жанрове, като най-запомнящите се са историческите филми „Невесинска пушка“, „Поход на Дрина“, „Сигнали в града“, „Солунските атентатори“, „Ужишката република“, „Операция Белград“ и „Тимкинското въстание“.
През 1975 година е удостоен с диплом от Московския филмов фестивал за работата си по филма „Ужишка република“.
През 2000 година карикатуристът от Република Македония Зоран Танев публикува комикс адаптация на филма на Митрович „Мис Стоун“, който е първият комикс албум в страната.
Митрович умира на 29 януари 2005 година в Белград. Погребан е в „Алеята на изтъкнатите граждани на Белград“.